# 塚穴古墳 (志摩市)
塚穴古墳（つかあなこふん、志島4号墳）は、三重県志摩市阿児町志島にある古墳。志島古墳群（志摩市指定史跡）を構成する古墳の1つ。形状は円墳。

## 概要
三重県東部、志摩半島先端部の安乗崎・大王崎の間、緩やかに東に突出する海食台地の、北東端の段崖上に築造された古墳である。2012-2014年度（平成24-26年度）に発掘調査が実施されている。
墳形は円形で、直径約20メートルを測る。墳丘周囲には周溝が巡らされる。ただし、北側では周溝は別の円弧を描いており、削平された5号墳と周溝を共有した可能性がある。埋葬施設は両袖式の横穴式石室で、南南西方向に開口する。石室全長10.6メートルを測る大型石室で、伊勢市の高倉山古墳に類似する高倉山型石室になる。石室内は盗掘に遭っているが、調査では銅鋺・金銅製品のほか耳環・武器・馬具・須恵器・土師器など多数の副葬品が検出されている。築造時期は、古墳時代終末期の7世紀中葉ごろと推定される。なお、石室下層では古墳時代中期の5世紀前半（TK216型式期）の須恵器・土師器が検出されており、中期古墳を壊して築造された可能性があるとして注目される。
古墳域は1971年（昭和46年）に阿児町指定史跡（現在は志摩市指定史跡）に指定されている（史跡「志島古墳群」のうち）。

## 遺跡歴
- 1971年（昭和46年）3月31日、阿児町指定史跡に指定（史跡「志島古墳群」のうち、現在は志摩市指定史跡）。
- 石室実測調査（村上喜雄、1976年に報告）。
- 石室実測調査（関西大学文学部考古学研究室、1992年に報告）。
- 2012-2014年度（平成24-26年度）、発掘調査（志摩市教育委員会、2018年に概要報告）[1]。
  - 2012年度（平成24年度）、墳丘測量・発掘調査：第1次調査。
  - 2013年度（平成25年度）、石室前庭部・石室内発掘調査：第2次調査。
  - 2014年度（平成26年度）、墳丘断割・周溝確認調査：第3次調査。

## 埋葬施設

石室俯瞰図

石室展開図

埋葬施設としては両袖式横穴式石室が構築されており、南南西方向に開口する。石室の規模は次の通り。
- 石室全長：10.8メートル
- 玄室：長さ7.7メートル、幅2.2メートル、高さ2.3メートル
- 羨道：幅1.4メートル

玄室の奥壁では、最下段に大石2石を置いた上に石を積み上げるが、奥壁と側壁の境界はL字状の石を架け渡すなど不明瞭である。天井石は6石で、奥壁から2石目を最高所として開口部に向かって下がる。石室の形態としては、長大な玄室・短小な羨道・断面弧状の玄室天井・両袖の退化などの点で高倉山古墳（伊勢市）・小金3号墳（明和町）などと同様の特徴を有しており、「高倉山型石室」と捉えられる。
石室内は盗掘に遭っているが、石室内の調査では銅鋺・蛇尾・鋳造鈴・鍛造鈴・板状金銅製品・花形飾金具のほか、耳環・玉（空玉・勾玉・丸玉・小玉・トンボ玉）・刀・鏃・弓飾金具・刀子・刀子装具・銀装鉄釘・鉄釘・馬具（雲珠・双脚飾鋲・飾金具・鉸具・鉄製壺鐙・兵庫鎖）・須恵器（坏・高坏・平瓶・𤭯・甕）・土師器（坏・甕）などが検出されている。また石室内の断ち割り調査では、下層から古墳時代中期の須恵器（𤭯2・壺1）・土師器（高坏5）が検出されており、築造以前に中期古墳が存在した可能性が指摘される。

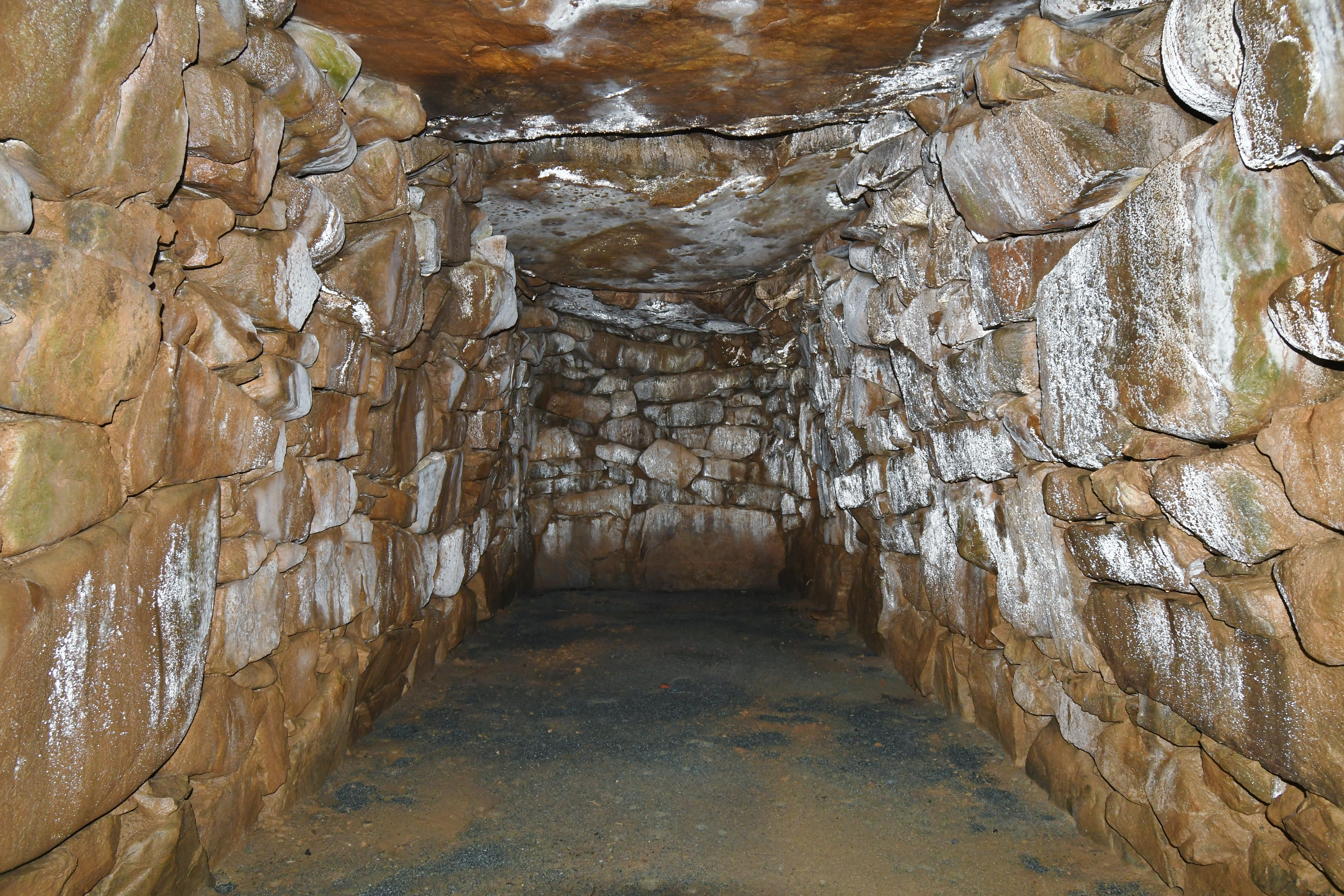
玄室（奥壁方向）
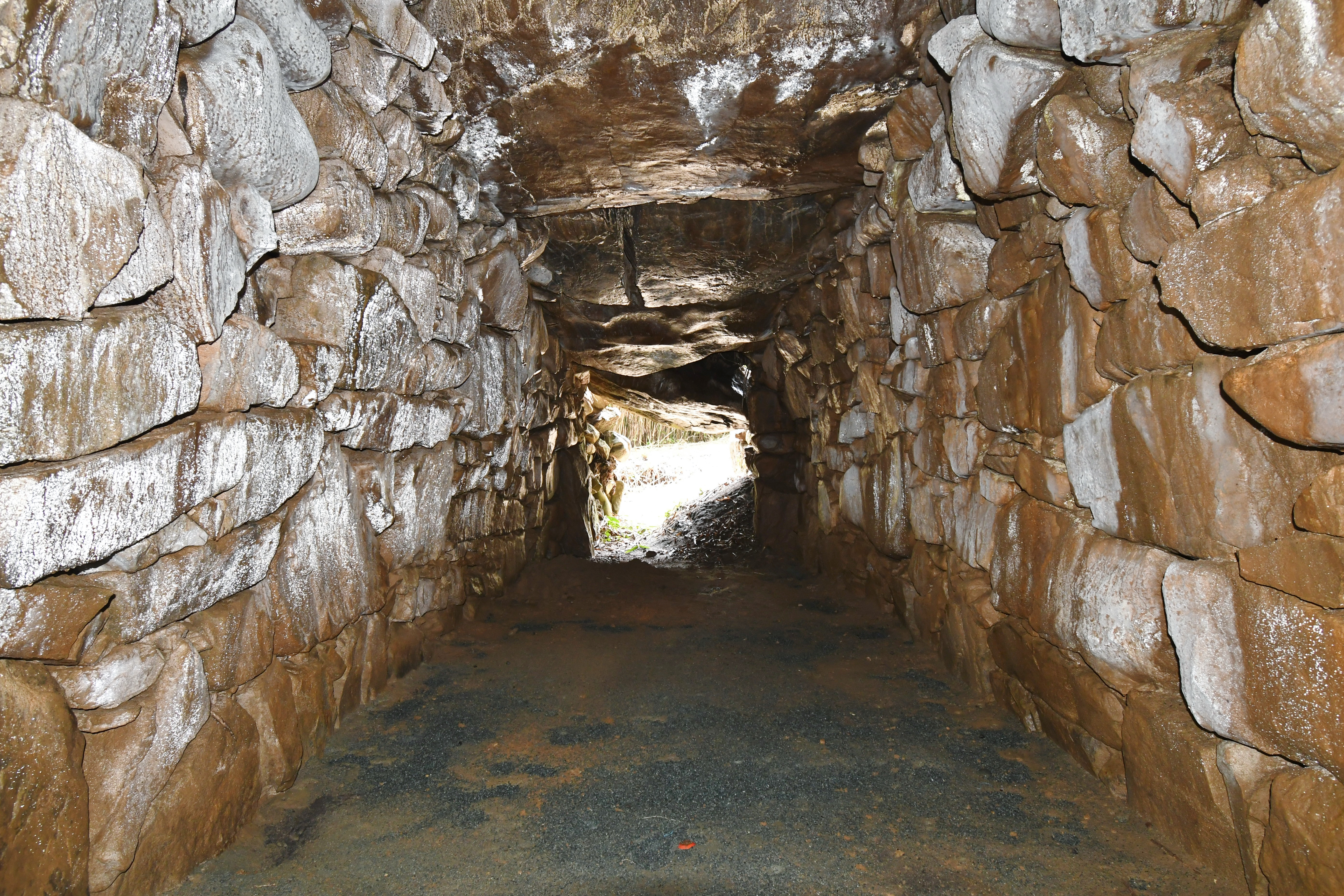
玄室（開口部方向）
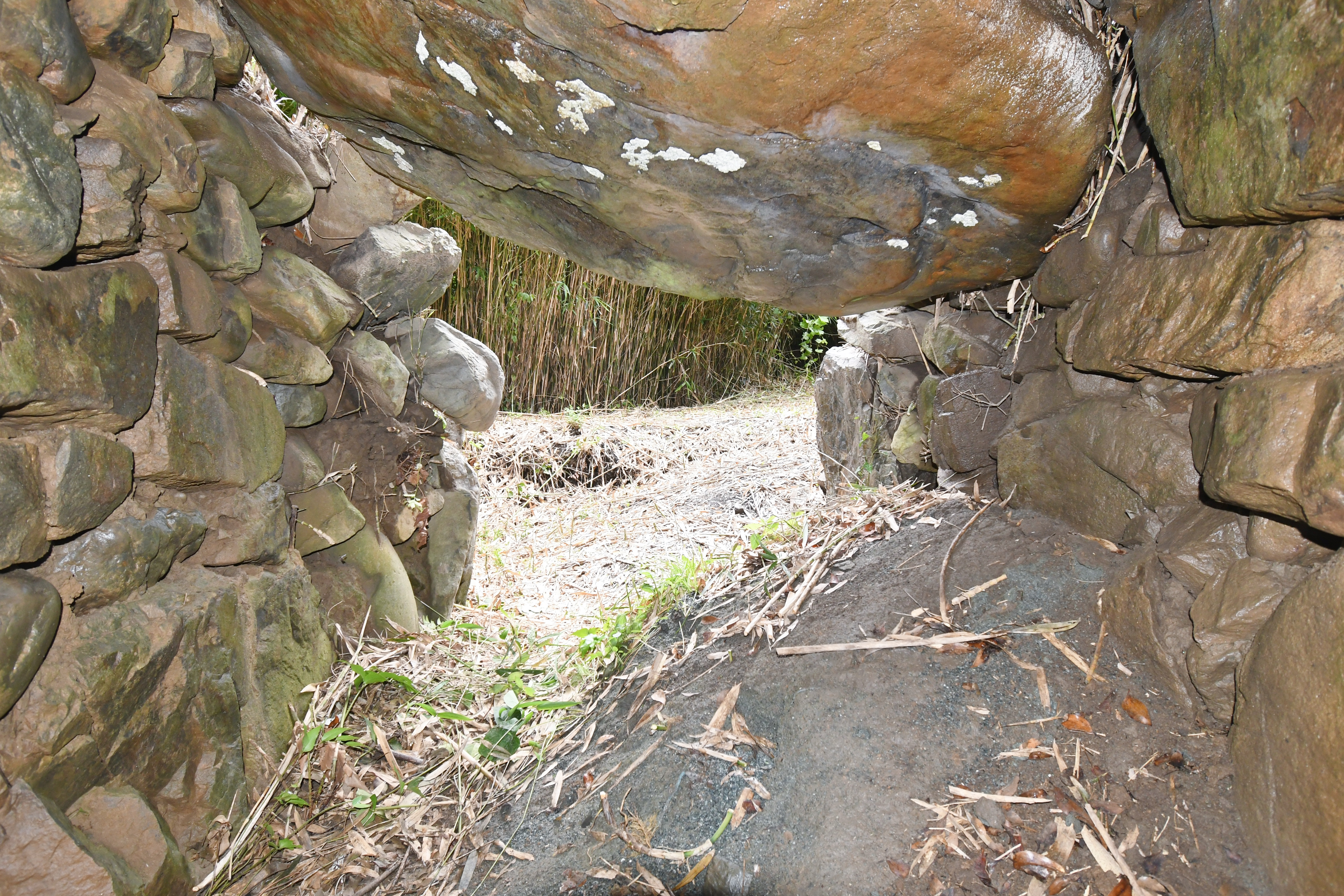
羨道（開口部方向）
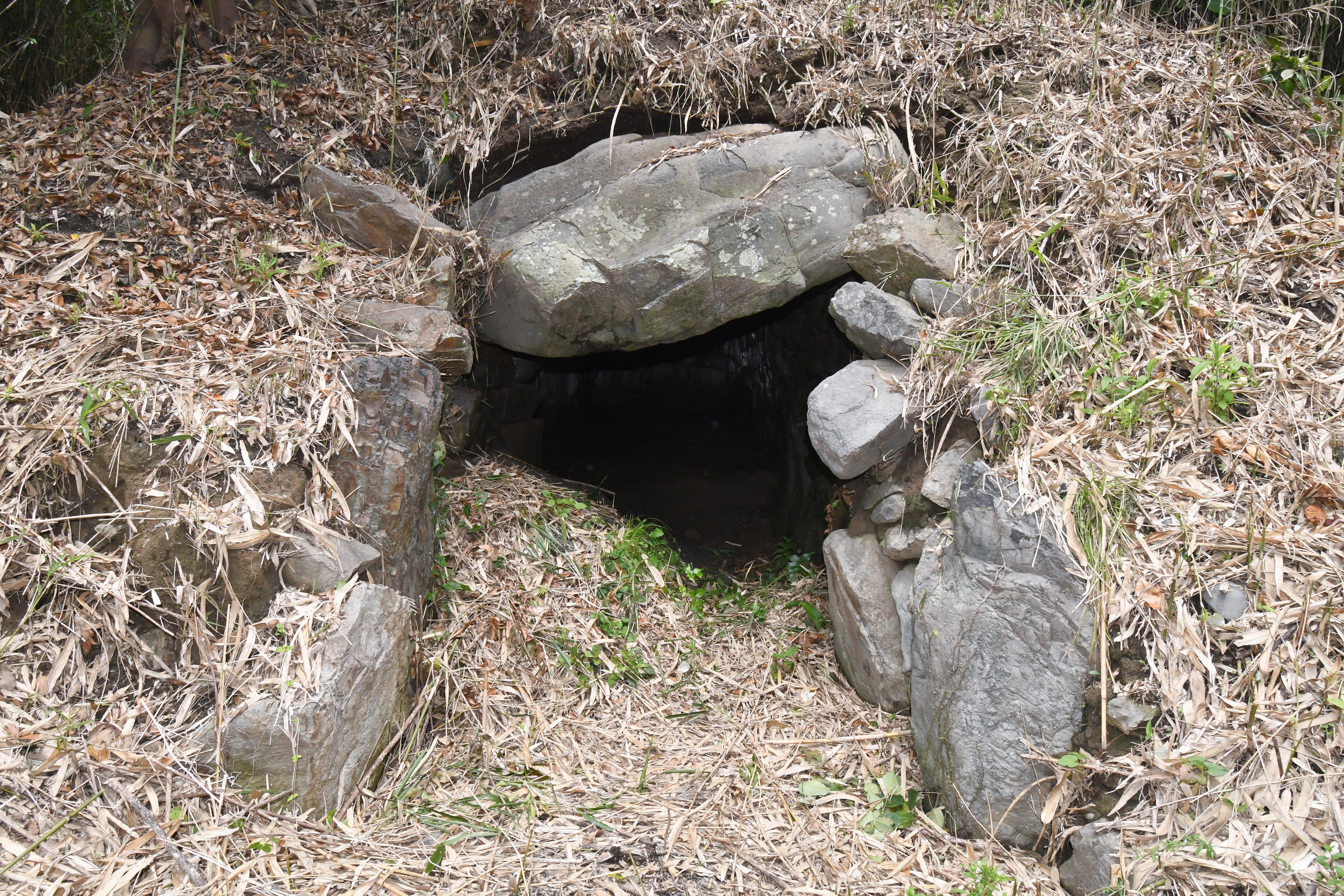
開口部

## 関連施設
- 志摩市歴史民俗資料館（志摩市磯部町迫間）

## 関連文献
（記事執筆に使用していない関連文献）
- 村上喜雄「志摩の横穴式石室」『郷土志摩』第49号、志摩郷土会、1976年。
- 関西大学文学部考古学研究室 編「阿児町志島古墳群の調査」『紀伊半島の文化史的研究』 考古学編、清文堂出版〈関西大学文学部考古学研究第6冊〉、1992年。